# Enchanted Scepters
Enchanted Scepters (deutsch etwa: Verzauberte Zepter) ist ein Computerspiel aus dem Jahr 1984. Es erschien ausschließlich für den Macintosh und gilt als das erste Point-and-Click-Adventure in der Geschichte der Computerspiele.

## Handlung
Enchanted Scepters spielt im Fantasy-Königreich Callion. Die verfeindeten Hurks versammeln an der Südgrenze des Reichs eine große Armee. Einzige Hoffnung Callions ist der Zauberer Elron, der die Hurks mit einem mächtigen Zauberspruch stoppen könnte. Für diesen Zauberspruch benötigt Elron die vier namensgebenden Zepter, die den Elementen Luft, Wasser, Feuer und Erde zugeordnet sind und die vor Jahrzehnten verschwanden und an verschiedenen Stellen des Königreichs vermutet werden. Für Elron selbst ist die Suche nach den Zeptern zu gefährlich, so dass sein Lehrling Saber mit der Aufgabe betraut wird. Die Spieler übernimmt die Rolle von Saber.

## Spielprinzip und Technik
Enchanted Scepters ist ein 1st-Person-2D-Point-and-Click-Adventure mit Standbildern. Der Bildschirm ist in drei Elemente unterteilt: Zwei Drittel der Fläche werden von einem Fenster für handgezeichnete Standgrafiken eingenommen, die einen Ausschnitt der über 200 Räume großen Spielwelt aus Perspektive des Spielers zeigen. Das rechte Drittel ist einem Fenster vorbehalten, in dem das Spielgeschehen in Textform ausgegeben wird. Am oberen Rand befinden sich Dropout-Menüs mit Befehlen zur Steuerung des Spiels, die sich an das Bediensystem des damals neuen (heute „klassischen“) Mac OS anlehnen. Technisch funktioniert Enchanted Scepters wie ein Textadventure: Kommandos und Objekte oder Personen, auf die sich die Kommandos beziehen, werden von einem Parser analysiert und abgearbeitet. Die Innovation von Enchanted Scepters besteht darin, dass Eingaben erstmals nicht über die Tastatur eingegeben wurden, sondern unter Verwendung der Maus durch Anklicken eines Kommandos sowie von Elementen des aktuellen Standbildes erzeugt werden konnten. Eine Texteingabe ist parallel möglich und an mehreren Stellen auch notwendig.
Das Spiel enthält Rollenspiel-Elemente. NPCs können dem Spieler feindlich gesonnen sein. In diesem Fall wird rundenbasiert gekämpft. Das Spiel verwaltet wie bei einem Rollenspiel die körperliche und geistige Gesundheit des Spielers sowie seine Erfahrung und sein Vermögen. Wie in Rollenspielen stirbt der Spieler, wenn ihm im Rahmen eines Kampfes die Lebensenergie ausgeht.
Das Spielt enthielt ein „RealSound“ genanntes System zur Wiedergabe digitalisierter Klangeffekte.

## Produktionsnotizen
Designer William Appleton war Wirtschaftsstudent an einer Graduate School, als im Januar 1984 der Macintosh 128k erschien. Er kaufte sich das Gerät. Da zunächst keine geeigneten Programmiersprachen für den Mac existierten, erlernte er Assembler. Als Fan von Textadventures wollte er selbst ein Adventure erstellen und wählte wie Scott Adams, Infocom oder Level 9 den Ansatz, zunächst eine Game-Engine und eine Skriptsprache zu erstellen, auf deren Basis dann ein Spiel erstellt werden konnte. Mit Hilfe der so erstellten World-Builder-Engine gestaltete er das Spiel Enchanted Scepters als Beispielprogramm und bot die Engine der in San Diego beheimateten Firma Silicon Beach Software zur Vermarktung an. Silicon Beach kaufte die Rechte an World Builder und Enchanted Scepters und veröffentlichte zunächst das Spiel. Die Firma plante ursprünglich die Produktion von vier Adventures auf Basis der World-Builder-Technologie. Auf Grund enttäuschender Verkaufszahlen wurden die drei anderen Adventures aber nie realisiert. Die Game-Engine selbst wurde 1986 als eigenständiges Produkt auf den Markt gebracht; 1995 stellte Programmierer William Appleton sie unter eine Freeware-Lizenz.
1990 erschien mit Lost Crystal ein Fanadventure, das ebenfalls mit der Engine World Builder erstellt wurde und inhaltlich an Enchanted Scepters anknüpft, so dass es als „inoffizieller Nachfolger“ bezeichnet wird.

## Rezeption
Der Eurogamer-Ableger US Gamer wertete in einer Retrospektive, Enchanted Scepters mache aus heutiger Sicht nicht viel her, sei für damalige Spieler aber „ein Blick in die Kristallkugel“ gewesen. Es habe über damals bemerkenswerte Klangeffekte und über detaillierte Grafiken verfügt. Das US-Magazin GameGrin notierte, damalige Genrefans hätten sich „im Himmel gewähnt“, da durch das neuartige Bedienkonzept die Notwendigkeit des Merkens präziser, einzutippender Befehle entfiel.